# SPY×FAMILY間諜家家酒角色列表

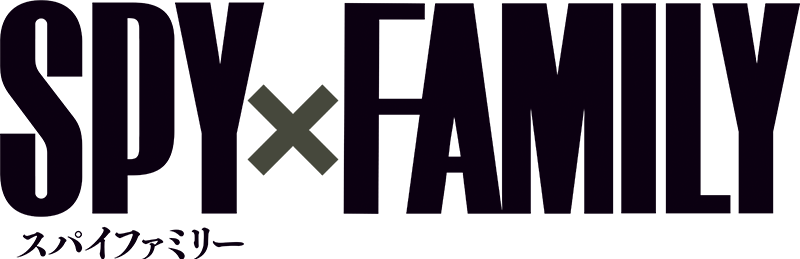

下表列出由遠藤達哉所創作的《SPY×FAMILY間諜家家酒》漫畫及動畫改編系列的登場角色。
以下列出的配音聲優按照下述順序：「日語（日本）；國語・電視版&電影版／台語・電視版（台灣）；粵語（香港）；普通話・電視版／普通話・電影版（中國大陸）」。

## 佛傑家
由西國頂尖間諜〈黃昏〉為執行WISE行動代號〈梟〉而臨時組建的一個虛假家庭，家庭成員包括原是孤兒的女兒安妮亞、於東國市政府擔任公務員的妻子約兒、以及原是動物實驗體的寵物彭德。
〈黃昏〉洛伊德·佛傑（聲：江口拓也（日本）；王辰驊〈國語〉／王品超〈台語〉（台灣）；郭俊廷（香港）；刘圣博〈電視版〉／边江〈電影版〉（中國大陸））
佛傑一家之主，在東國從事諜報活動的西國第一間諜，代號〈黃昏〉。有著異於常人的記憶力、戰鬥能力與情報處理能力，擅長易容，在各種任務中偽裝自己的外表與名字，專用武器為HK VP70手槍。為了成為間諜而捨棄自己的本名（未透漏），如今為了執行任務行動代號〈梟〉，使用伯林特綜合醫院的精神科醫生「洛伊德·佛傑」的身分活動。
平常十分冷靜理性，對任何事物都保持著疑心，在與約兒和安妮亞相處後漸漸表現出自己人性且真實化的一面。做事認真、一絲不苟，但在不擅長的事（如休閒娛樂、夫妻關係、以及搞清楚安妮亞這年紀小孩的想法）上常會搞錯方向。常為了兼顧行動〈梟〉與其他任務而弄得心力交瘁，開始考慮戒掉導致胃痛的咖啡因。另外因為約兒較不擅長烹飪，除了偶爾外食之外，一家三餐也都由他負責處理。
曾是戰爭孤兒，出生於西國東部小鎮魯文，曾被身邊一起玩軍隊遊戲的三個童年好友們稱為〈參謀〉，卻被望子成龍的父親禁止參軍。後來戰爭爆發導致父親一去不回，連母親也在第二次空襲中喪生，長大後借用已死於空襲的同鄉「羅蘭·史普菲」之身份入伍參戰。在戰場上初識作為東國士兵參戰的弗朗基，當時兩人建立起一點友誼。之後因左額中槍而退出前線當起食勤兵，卻幸運重聚曾經的玩伴們，並約好要一起去吃一餐。但後來玩伴們在戰場上犧牲，讓他深刻理解到到戰爭的殘酷，同時怪罪自己一直以來的「無知」。因無人記得且不想被人發現他的本名，才被陸軍情報部招募而成為WISE的間諜，立誓打造「一個不會讓孩子哭泣的世界」以及讓平民們過上幸福的生活。
為了接近危害東西兩國和平的東國政治人物唐納文·戴斯蒙德，原計畫（計劃A）是要讓安妮亞集滿八顆〈星星〉，以參加伊甸學園的家長懇親會。但考慮安妮亞可能難以完成，作為備用方案（計劃B）而希望能讓安妮亞和戴斯蒙德家次子達米安打好關係，藉此得到接近目標的機會。後來決定利用約兒跟戴斯蒙德的妻子梅琳達意外結交的情誼，配合精神科醫生的工作，探究更多對方社交圈子的情報（計劃C）。
起初為了任務順利而可以隨時切斷自己花時間建立的任何感情，但隨著時間的推移，開始真心在意她們兩人和寵物狗彭德，開始認真思考該如何在任務結束後永遠安置他們並隱暪自己是間諜的秘密。長期下來的家庭生活以及所帶來的想法變化，使他卓越的間諜身手與技術變得有些退步，以至於在追捕保安局間諜溫斯頓·惠勒的行動中屢犯失誤，遍體鱗傷以外還兩度險些暴露身份。雖然在〈夜帷〉的及時援助之下挽回局勢，但承認自己變得力不從心，促使他開始重新審視自己在家庭中投入過多的感情。
- 角色形象和設計皆取自作者的短篇漫畫《予石薄紅 予鐵以星》的主人公「鐵血的卡斯」、以及《I SPY》的主人公「A4」，同時致敬著名虛構間諜人物詹姆斯·龐德、伊森·韓特、以及傑森·包恩。

〈實驗體007〉安妮亞·佛傑（聲：種崎敦美（日本）；連思宇〈國語〉／林慕青〈台語〉（台灣）；楊婉潼（香港）；蒋丽〈電視版〉／山新〈電影版〉（中國大陸））
佛傑一家的最小成員，能對他人進行讀心的超能力少女。為了進入伊甸學園就讀而謊稱是6歲，但實際年齡應為4、5歲左右。特徵為粉髮綠眼、與同學相比較為矮小的身材及頭上奇特的小巫師帽髮飾（可戴兩頂迷你帽）。喜歡花生，討厭胡蘿蔔（小說版「家人的肖像」增加不喜歡胡椒和怕打雷的細節）。也非常喜歡名叫《間諜大戰》的諜報題材動畫，每週都會固定要觀看。因年幼而口語表達不佳，也常誤會他人話語意思。
原是某組織代號「007」的實驗體，因為無法忍受組織不斷強迫自己學習以及沒有童年的生活而逃離研究所，自此使用「安妮亞」的假名並隱瞞自己的能力，輾轉於多個收養家庭與孤兒院之間。在透過讀心發現洛伊德需要一個孩子好執行自己的任務時，因為對間諜感到有趣而成為他的養女，洛伊德對外（包括對約兒）的說法是洛伊德與兩年前亡故的前妻之間所生的女兒。
擁有讀心能力的她而能夠讀取人類和動物的思想，但自身無法完全控制，讀取範圍也尚不明確，而過度使用能力容易頭昏腦漲導致流鼻血；每逢新月會失去能力。因為過往在組織的經歷而討厭讀書，甚至想透過讀心來作弊應付考試，但在洛伊德的提點和過去展現能力而被同儕排擠欺負的經歷，決定不依靠讀心認真讀書準備考試。因為能力的緣故，是佛傑家唯一一個知道洛伊德、約兒和尤利等人真實身分的人，深知隱藏身分的重要性，會暗中幫忙家人們互相掩護，可以說是維持佛傑家穩定的重要核心。在伊甸學園生活中與好友貝琪形影不離，為了幫父親完成任務而一直想和達米安打好關係。在不知情的情況下，偶然讓達米安對她的印象有所好轉，有些舉動甚至被身邊人誤會為戀愛關係，但本人其實不算喜歡他。成績很差，尤其不擅長拼寫，但也一直在努力，目前成績最高的科目為古語，讓洛伊德推測她過去曾居住在使用古語的國家。
在開學第一天打過達米安一拳而拿下第一道〈雷電〉，後來在醫院做親子義工期間用讀心能力救下在泳池溺水的小孩，就此成為伊甸學園同年級中首位拿到〈星星〉的學生。在風紀委員唐娜·施拉格的嚴格物品檢查時，注意到達米安因為沒帶手帕而面臨困境，為了避免他得到〈雷電〉破壞行動而主動將手帕借給他，雖然讓對方欠下人情，但代價卻是自己失去手帕而收穫第二道〈雷電〉。在由赤紅馬戲團引發的校車劫持事件中，不但靠讀心使劫匪的計劃功虧一簣，還屢次為同學們挺身而出，所作所為使事件和平收場。卓越的貢獻使她拿到第二顆〈星星〉，並伴隨貝琪、達米安和比爾一同授予獎勵，這一壯舉也讓她成為同學心目中的英雄。
為了不使在期末考試中掛科且分入差生班級，在新鄰居奧森老夫婦的輔導下提升成績，並專攻自己最為擅長的古語知識，以至於在期末考試中成功以古語全年級第二的優異成績榮獲第三顆〈星星〉，然而也因為疲勞而導致數學不及格而拿下第三道〈雷電〉；成為學園歷史上首位在期末中同時“獲星又得雷”的學生。在學園派對爭取到和達米安共舞的機會，一度向他坦承自己俱備讀心能力，卻被達米安誤認是妄想，但與達米安的關係順利增長。
- 角色形象取自作者的短篇漫畫《煉獄的阿西婭》的女主人公阿西婭，而根據作者在單行本的附錄所言，最初設計的安妮亞個子很高，且個性冷漠、面相陰沉。

〈睡美人〉約兒·佛傑（聲：早見沙織（日本）；傅其慧〈國語〉／曾莉婷〈台語〉（台灣）；顧詠雪（香港）；萧清源〈電視版〉／季冠霖〈電影版〉（中國大陸））
佛傑一家主婦，舊姓布萊爾，27歲。表面上是任職於伯林特市政府的女性公務員，實際上是一名技藝高超的職業殺手，代號〈睡美人〉，隸屬於暗殺組織〈花園〉。喜歡的食物是蘋果，並且討厭蟲。
有一個比自己小七歲、同樣身為公務員的弟弟尤利，在雙親過世後為了扶養尤利而瞞著弟弟成為殺手，在被稱為「店長」的上級指使下進行各種暗殺行動，執行任務時衣著為黑色卡胸式露背前短後長黑色表布紅色玫瑰裏布禮服。專用武器為針狀的格檔匕首。有著凌駕在洛伊德之上的身體能力，已達到非人的境界，但對洛伊德聲稱是學習瑜伽和防身術。且因身為殺手所以身體具備一定的抗毒性，例如即使喝下超量河豚毒素的酒，也僅只是全身酥麻並緩解傷口的疼痛，也能無視足以放倒熊的毒霧。兒時擁抱尤利時因為用力過度而折斷他的兩根肋骨，以至於之後觸碰小孩都格外小心。打網球時全力揮拍足以把網球切碎，即使減輕揮拍力道時其發球的球速甚至超越音速。顏藝威懾力很強，曾嚇跑過一群小流氓與一隻兇狠的牧羊犬。
性格天然呆，腦袋不太好，容易相信他人的說詞，也有許多超乎常人的幻想。因此在一次逛街意外接觸到戴斯蒙德的妻子，促成〈黃昏〉依照她们的友情制訂計劃C。平時性情溫順可人，但酒品很糟，一旦喝醉言行舉止就會變的比較奔放，說話也會口齒不清，而且很難控制力道。清楚殺手是絕不能曝光的黑暗工作，但相信花園的作為是剷除壞人、保衛國家的正義之舉，所以深感自豪。除了工作外絕不濫用力量，即便腦袋冒出一些使用暴力的想法也會自我克制。
實際上是個美人，但本人沒有自覺，平時同事揶揄她還未結婚的時候才驚覺自己的人際關係出現問題，正憂愁依然單身的自己會被懷疑身份時，順勢和需要找到一個妻子組成三人家庭的洛伊德假結婚，並成為安妮亞的繼母。隨著時間的推移，開始真心在意兩人，若是洛伊德身邊出現其他關係好的女性或是自己惹出什麼麻煩，就會害怕自己被拋棄而離開他們倆，也會不自覺的吃醋。擔心自己成為洛伊德與費歐娜之間的第三者。後來二人進行過有關家庭的探討，決定繼續以家人的身份一起生活，因此順利增進感情，不過當洛伊德親自餵她吃飯、或是外出時必須共居一室仍然會感到臉紅害羞。在一次〈花園〉任務中了解上司馬修下崗後跟伴侶的相處，繼後在與洛伊德的約會中確認自己對他有真實的愛意。
家事方面除了打掃以外其他完全不在行，尤其最不擅長料理，儘管不停地努力嘗試，但總是會做出難以辨別食材、長得像肉丸的成品，甚至味道是難吃到吃下一口就會讓人昏倒的程度。但之後在市政府工作的後輩卡蜜拉的秘密指導下，成功做出自己老家尼盧堡口味的南方燉菜，不但味道良好，還被洛伊德評價是可以撫慰人心的味道。
- 根據公式設定集，「約兒」是英語女性人名「約蘭達」（Yolanda）的簡略形式。由於日語不區分L和R，故寫法從變成。

〈實驗體8號〉彭德·佛傑（聲：松田健一郎（日本）；孟慶府〈國語〉／賴緯〈台語〉（台灣）；張振熙（香港））
佛傑一家的寵物，擁有預知能力的大型犬（推測犬種為大白熊犬）。名字取自安妮亞喜愛的諜報動畫《間諜大戰》主角「彭德曼」，牠配戴的項圈更是安妮亞為其挑選的黑色領結。能夠預見未來的同時，安妮亞也能透過讀心能力看到彭德的預知畫面。由於是狗，對自己預知的未來畫面的認知有限，一般是由安妮亞進行解讀。
原是東國舊政權以創造高智商動物為目的而實施的計劃中所誕生的第8個動物實驗體，曾經遭到計劃研究員的非人道對待。當計劃隨著舊政權一同沒落後，牠與其他實驗體經由黑市落入由大學生組成的排外恐怖團體手中，被當作「狗體炸彈」用來暗殺西國外務大臣來重新挑起東西戰爭。由於牠看見被佛傑一家收養的未來而主動幫助安妮亞，一步一步指引身在不同地方的佛傑一家化解恐怖組織的炸彈襲擊。
事件過後原本即將被洛伊德交予WISE處理，但在安妮亞的請求加上薛伍德管理官覺得能就近監視之下，才正式接納成為佛傑家的一員。生活中最親近安妮亞，有時看到她親近於別的人或物品（例如玩偶、紀念物）會嫉妒。同時非常害怕約兒的料理，曾透過預知能力而提前獲知一旦吃下則必死無疑。看起來體型很大，但其實是因為體毛蓬鬆的緣故，被水淋濕後揭示牠是一隻很瘦的狗。

## 伊甸學園
安妮亞就讀的東國貴族學校，也是〈黃昏〉為了潜入半年一度的「懇親會」的唯一渠道，內部包含其學生、教職員等相關人物。

### 學生

#### 低年級生（小學部）
達米安·戴斯蒙德（聲：藤原夏海（日本）；張乃文〈國語〉／楊慧玉〈台語〉（台灣）；羅婉楓（香港）；秦紫翼（中國大陸））
小學部一年3班（賽希爾宿舍）學生，安妮亞的同班同學，唐納文·戴斯蒙德的次子。起初是一個待人高高在上、依仗父親權勢的二世祖，但實際上本性不壞，僅是出於對家族的榮譽感而使他有點自視甚高。哥哥德米特律斯已為〈皇帝的學徒〉優等生，因此極希望父親能關注自己，而努力想成為皇帝的學徒，即使其父母在開學典禮當日並未出席。旁人多叫他為「達米安少爺」，安妮亞則稱他為「次子」。
與安妮亞第一次在入學典禮見面時，不但對她出言不遜還侮辱她的父親，因此遭到憤怒的安妮亞一記重拳。之後的日常相處中常和安妮亞吵架，然而因為安妮亞的態度不同於其他只會奉承自己的學生，反而漸漸地開始在意對方，同時對安妮亞的家庭狀況心生羨慕。久而久之轉為每當看到她便會臉紅心跳的局面，不過礙於面子，總是不想承認自己對安妮亞的傾慕，而每次安妮亞對他進行讀心時也只會感到一絲惡寒。
喜歡足球和漫畫，在班上成績優異，尤其最擅長歷史，但國文成績與安妮亞一樣差，還對蟲、蛇一類的動物抱有恐懼，並且與安妮亞同樣害怕打雷。在一年級期中考試中斬獲全年級總分第11名、加上全年級第二的歷史成績取得第一顆〈星星〉。在赤紅馬戲團的校車劫持事件中與其他同學淪為人質，目睹安妮亞被劫匪戴上炸彈項圈，為了救她選擇挺身而出、一同被戴上項圈。獲救後因為英勇之舉而被校方授予第二顆〈星星〉，期間不經意之下承認與安妮亞的“朋友”關係。後來找到機會將母親贈送的高級點心給安妮亞，作為取代回先前送手帕人情的禮物。而在期末考試中，靠歷史全年級第一的成績取得第三顆〈星星〉。而結業派對上得以與安妮亞共舞，還被她透露自身擁有讀心術的實情，但僅僅誤以為安妮亞是妄想，也使得雙方的關係再度獲得提升。
- 根據作者在單行本的附錄所言，達米安原本有著與父親唐納文相貌一樣的設定，但被編輯認為太醜而不獲通過。因此才改成長相像母親梅琳達的模樣，其髮色為墨綠色、瞳色接近榛果綠。

貝琪·布萊克貝爾（聲：加藤英美里（日本）；穆宣名〈國語〉／曾莉婷〈台語〉（台灣）；徐慧（中國大陸））
小學部一年3班（賽希爾宿舍）學生，安妮亞的同班同學兼最好朋友，待人真誠的富家千金，自進校首日以來便與安妮亞形影不離。特徵為帶紅黑髮與雙馬尾，常配戴炸彈圖案的白色髮夾。父親是東國軍事企業巨頭「布萊克貝爾重工」的CEO，因此經常收到父親贈送的豪華禮物。由於身世不低，所以不懼怕達米安的身份，是除安妮亞以外少數會正面反駁達米安的學生。
性格較為早熟，在就讀幼稚園時就經常和自己認為過於幼稚的同齡人鬧不和，對於就讀伊甸學園更是心不甘情不願。但自從結識安妮亞後才改變自我的習慣，更為安妮亞在開學日時替自己報復揍達米安一拳的說辭感動不已。兩人首次一起購物時，收下了安妮亞送的綿羊玩偶（該百貨公司的吉祥物）以作為友誼的紀念品。對戀愛充滿興趣，最喜歡看以愛情為主題的電視劇《伯林特戀曲》，誤以為安妮亞喜歡達米安，因而有時會幫忙製造兩人獨處的時機。後來更因為看到安妮亞的全家福照片而迷戀上英俊的洛伊德，原本想以各種理由接近洛伊德，並將約兒視作為情敵，但之後見識到約兒的強悍才改拜對方為師，但仍沒有放棄追求。
在赤紅馬戲團的校車劫持事件中同樣淪為人質，早熟的她除了保持冷靜以外、也時不時照顧身邊的安妮亞，更協助安妮亞傳遞求救訊息讓途人報警，使警察及保安局及時趕上校車的行踪。而她的家族企業更是為其他同學提供應急食物，如此的貢獻使她伴隨安妮亞、達米安和比爾一同授予〈星星〉。
艾彌爾·艾爾曼（聲：佐藤花（日本）；林慕青〈台語〉（台灣）；王愫稣（中國大陸））
小學部一年3班（賽希爾宿舍）學生，安妮亞的同班同學，達米安的朋友兼跟班。被安妮亞戲稱為其“家臣”，特征是矮胖、蘑菇頭加兩顆大門牙。看似憨厚，為人非常講義氣，與達米安和尤恩是自幼兒園起便有福同享、有難同當的鐵三角，甚至有時候會故意犯錯與達米安一起受罰，希望藉此陪伴他。
個性單純、愛吃，家裡也比較有錢，有一個妹妹，長大後的夢想是可以過吃很多點心的生活。
尤恩·愛吉博格（聲：岡村明香（日本）；曾莉婷〈台語〉（台灣）；萧清源（中國大陸））
小學部一年3班（賽希爾宿舍）學生，安妮亞的同班同學，達米安的朋友兼跟班，除了身型瘦高與高瀏海為特點外，與艾彌爾不但長相相似，連個性都是一唱一搭。
對宇宙探索及航天一類的相關事物有著濃厚的興趣，長大後的夢想也是當一名太空人。雖然在學校喜歡跟著達米安一起數落安妮亞，但因為安妮亞同樣對太空競賽等等航天事物感興趣，唯獨在這一點上跟她氣味相投。
喬治·古魯曼（聲：堀江瞬（日本）；傅暐霖〈台語〉（台灣））
小學部一年3班（賽希爾宿舍）學生，安妮亞的同班同學，「古魯曼製藥公司」董事長丹尼斯·古魯曼（聲：後藤弘樹）之子，外表陰沉、個性孤僻、有些自卑，作為校園的邊緣人。
因為偷聽到家族企業疑似因為戴斯蒙德集團而即將破產，心生不滿之下用零用錢請管家聘僱間諜〈東雲〉，企圖要讓戴斯蒙德兄弟的成績不及格。但計畫失敗後曾誤以為自己將會流落到西國，因此把握在校最後一天，讓達米安等同學們滿足自己的一切需求。直到最後才被父親告知公司其實是要與戴斯蒙德集團合併的真相，因此仍留在伊甸學園，但也從此顏面難存，僅能低調地彌補犯過的錯。
比爾·沃金斯（聲：安元洋貴（日本）；宋昱璁〈台語〉（台灣））
小學部一年4班（沃爾德宿舍）的學生，人民軍陸軍司令部少校衛斯理·沃金斯之子，因其天賦異稟的體格與頭腦，從幼稚園開始就稱霸各種球技大賽的爆彈怪童，人稱「魔彈比爾」。
在一年級的躲避球對抗賽中與達米安、安妮亞等3班學生們槓上，由於聽說獲勝班級的MVP有機會獲得〈星星〉，因此在賽前做足模擬練習。在比賽中引領4班過關斬將，直到被會讀心的安妮亞識破各種球路，後來即使獲勝、卻沒如願得到〈星星〉，還因為比賽中爆粗口而受到韓德森的一記口頭警告。這次教訓使他收斂行為，開始友好對待周圍的同學。
在赤紅馬戲團的校車劫持事件中與其他同學淪為人質，但因盡自己所能保持冷靜、安撫受驚的同學。經受住危機考驗的他在事件落幕後，正式被校方授予第一顆〈星星〉。而後來的期末考試中，靠全年級第二的數學成績取得第二顆〈星星〉。
阿諾·克勞利
小學部一年2班（克萊因宿舍）的學生，特征是箭頭形狀的髮型，父親身為赫赫有名的占卜師「魔法☆克勞利」。在一年級第一學期末的古語考試中獲得全年級第一的成績，因此對並列第二的安妮亞產生興趣。
角色設計參考英國神秘學家阿萊斯特·克勞利。
柯妮
小學部一年3班（賽希爾宿舍）學生，安妮亞的同班同學，特征是長頭髮加戴眼鏡，在班上沒有什麼存在感。第二學期照學力分班時，與安妮亞分到同一個理科班。外表看似腼腆，內心其實有一些黑暗的想法。
特提烏斯
小學部一年1班（史佩克特宿舍）學生，來自北方小國賽普帖維亞的第三王子，作為留學生來到伊甸學園就讀。出身高貴、英俊帥氣，髮型類似冠冕，因此身邊總是被眾多女生圍繞。
表面上是個高高在上的花花公子，但內心其實相當怕生、敏感，加上從小被自己管家爺爺嚴格要求，堅信自己背負著家鄉小國的威信，不惜虛張聲勢也要保護自己。第二學期照學力分班時，與安妮亞等學生分入同一個理科班，期間險些與同學弗萊迪發生一起因“誤會”所引發的爭鬥，直到被安妮亞化解才保住面子。至此被安妮亞的“強悍”所折服，成為她的擁護者之一。
弗萊迪
小學部一年6班（漢彌爾頓宿舍）學生，臉上長雀斑、嘴角下有一顆小虎牙，給人一副衣衫不整的邋遢形象，與特提烏斯形成鮮明對比。第二學期照學力分班時，也與安妮亞等學生分入同一個理科班。

#### 高年級生（中學部）
德米特律斯·戴斯蒙德（聲：市川蒼）
中學部二年2班（克萊因宿舍）的學生，現為〈皇帝的學徒〉之一，達米安的哥哥，唐納文和梅琳達的長子，是戴斯蒙德家公認的驕傲。平時不會露面，從不主動接觸別人，但多少能接觸到父親唐納文。
長相與個性方面都相似於父親唐納文，是一名眼神空洞、性情孤冷的高材生，極少跟別人打交道，對家人也鮮少交流，認為理解他人完全是浪費時間。基於從小由父親陪在身邊指導學習，從而使他各個科目成績優異；在期中考試中全科滿分，而後來在期末考試中更是一口氣拿下六科優異成績。

### 教師
亨利·韓德森（聲：山路和弘（日本）；符爽〈國語〉／高銘孝〈台語〉（台灣）；王衡（中國大陸））
原為伊甸學園第三宿舍「賽希爾」舍監，66歲，現為安妮亞的一年3班導師。左眼戴著單片眼鏡，無論何時都非常講究「優雅」（エレガント）的教職員。主要教學科目為歷史，偶而會擔任其他科目的代課老師。
安妮亞面試時的考官之一，非常欣賞洛伊德·佛傑，並曾因為其表現內省自己的施教作為，面試佛傑一家當天因無法忍受梅鐸對佛傑一家的刁難，而將其一拳打倒在地。事後遭到降職處分，成為一年級的班導師。表面上看似嚴格，其實待人溫和可親，使他在學園內備受尊敬。妻子露西亞早逝，他時常跟已婚的女兒用書信往來。由於受過身為教育家的父親教誨，因此極為重視自身與每一位學生的素養，教歷史時會善意提醒學生們要從前人所累積的經驗中學習。
年輕時便是伊甸學園〈皇帝的學徒〉，有感於當時世界上遍布著紛爭、仇恨與貧困，縱使他立志靠教育改變現狀。畢業後考入伯林特教育學院深造，投身教育界並返回母校任教。與貝琪的管家瑪莎是老同學兼舊情人關係，一生最大的遺憾則是沒能跟入伍參戰的瑪莎表白。任教期間誤以為她在戰場上犧牲，公開抗議過東軍的政治宣傳，此舉導致他被關罰禁閉、左眼被軍人打傷。為了不使教育的理想化為烏有才選擇委曲求全，在父親的要求下而相親及娶露西亞為妻。結婚一個月後才與倖存返家的瑪莎重逢，雖然從此各奔東西、但仍以好朋友的關係往來。時至今日，在安妮亞一行學生參加的結業派對上，再次與瑪莎共舞來撫平當年的遺憾。每當有空時，他仍會跟瑪莎一起喝茶敘舊。
- 公式書裡提到，鬍子最長的部分為17公分。

華特·伊凡斯（聲：家中宏（日本）；鍾少庭〈台語〉（台灣））
伊甸學園第五宿舍「馬爾科姆」舍監，59歲，主要教學科目為國文。個性忠厚、耿直、保守，深受學生歡迎，作為安妮亞面試時的考官之一。
梅鐸·史旺（聲：浦山迅（日本）；賴緯〈台語〉（台灣））
伊甸學園第二宿舍「克萊因」舍監，47歲，主要教學科目為經濟學。個性傲慢、貪婪、麻木不仁，言行舉止會讓人難以忍受。身為前任校長的獨生子，也是靠關係而獲得錄用，擔任安妮亞面試時的考官之一。不久前與妻子離婚，同時被剝奪對女兒的親權，出於忌妒而屢次刁難包括佛傑一家在內的眾多參加面試的家庭，過分出言不遜的舉動使他被亨利一拳打倒在地。
班尼迪克·艾凡·古德斐勒（聲：多田野曜平（日本）；高銘孝〈台語〉（台灣））
伊甸學園現任校長，在安妮亞等同期學生的入學典禮當天致辭，為人正直清廉、一向不容許任何徇私舞弊的行為，例如家長以“捐款”形式買孩子的成績。
湯瑪士·奧斯汀（聲：後藤弘樹（日本）；宋昱璁〈台語〉（台灣））
伊甸學園第三宿舍「賽希爾」指導老師，55歲。擁有30年的教師資歷，待人溫柔慈祥、深受學生尊敬，但私底下卻與妻子關係惡化。在校車劫持事件中負傷，為他留下不小精神創傷，加上與妻子關係緊張而使他患上失眠與恐慌症，經由亨德森介紹而找洛伊德進行心理輔導，並慢慢改善狀況。
費曼老師（聲：高橋伸也（日本）；王品超〈台語〉（台灣））
伊甸學園物理學教師，身份曾被〈黃昏〉易容用來潛入學校保管庫來篡改安妮亞的期中考試卷。
格林老師（聲：白熊寬嗣）
伊甸學院保鏢兼生活指導員，左眼戴著眼罩，曾在海陸大隊服役過，除了身強體壯以外還擁有豐富的野外生活經驗。帶領過一時犯錯受罰出公差的達米安、艾彌爾和尤恩進行野外學習，過程中教導他們必須時刻放鬆思緒。
多娜·施拉格
伊甸學園風紀委員，名副其實、雷厲風行，對待學生極為嚴厲，只要發現任何違反風紀的行為，無論再輕微的情形都會給予一道〈雷電〉，因此得來綽號「雷電大嬸」（トニトおばさん）。
學生時期同樣是伊甸學園畢業，跟韓德森一樣報考伯林特教育學院再返回母校任職。絕技是「雷電一閃」，身邊總會跟著一名隨身佩戴裝有大量雷電盒子的的秘書「拉登」。至今為止被她逼到退學的學生超過百人，雖然對外宣稱是為了學生的將來著想，但被安妮亞透過讀心發現，她其實只是一個喜歡找機會懲罰別人的暴君。

## 戴斯蒙德家
由東國政治人物唐納文·戴斯蒙德、妻子梅琳達、長子德米特律斯、以及次子達米安組成的權勢家族，包含其管家等相關人物。
唐納文·戴斯蒙德（聲：土師孝也（日本）；高銘孝〈台語〉（台灣））
東國在野黨「國家統一黨」黨魁，前任東國總理，威脅東西兩國和平的危險人物，也是WISE行動代號〈梟〉的頭號目標。德米特律斯和達米安的父親，即使是親生兒子，只要未能達到要求也能輕易拋棄。個性冷酷、刻板深沉，有著一副目空一切的眼神，使他的心思難以捉摸。行事極為小心謹慎，身邊至少會帶五名保鏢，還極少公開露面，只在伊甸學園定期舉辦的家長懇親會中現身。
過去曾是伊甸學園的優等生兼〈皇帝的學徒〉，身為年輕時的韓德森班上的學生，也是少數欣賞韓德森乏味歷史課程的學生。早在學生時期就發表過「戰爭永遠不會停止」、「人類都是騙子以及愚蠢的存在」的論點，即使表露自己希望世界能和平，但最終總結人類無法擺脫現狀，從而堅持「人與人之間無法互相理解」的排外主義。而在次子達米恩出生後開始疏遠家人、深居簡出，種種跡象被妻子梅琳達深度懷疑他遭“外星人”替換，並懷疑他擁有讀心能力。過去生過一次大病，性情變得暴躁易怒。與佛傑家的鄰居西格蒙·歐森互相認識，曾經邀請過對方作客。
梅琳達·戴斯蒙德
唐納文的妻子，嘴角有一顆美人痣，德米特律斯和達米安的母親，「愛國婦女會」的組建者。為人態度親切、氣場十足，但表裡不一，內心有著看似溫柔、卻極度扭曲的感情。尤其時刻擔憂著兒子達米安，不希望丈夫唐納文越加干涉。身為前總理夫人，與丈夫同為WISE的重點監視對象，不過被判斷為優先程度較次要。除了婦女會以外，社交圈子與丈夫一樣狹窄，在政權更替後鮮少對外進行交流，也與丈夫和兩名兒子的關係淡薄。
在商場購物時險些跌下樓梯，碰巧被路過的約兒出手相助，賞識約兒的俐落身手而邀請她參加婦女會的排球比賽與下午茶。後來得知約兒身為安妮亞之母後才表露自己的身份，解釋自己與丈夫認為是小孩子之間的打鬧，請約兒別放在心上，還在婦女會中給予她一席之地，但實際上對兒子的事情非常在意；與約兒的交情而被〈黃昏〉視為一個新的情報來源。
除了婦女會活動以外，她也是神秘學愛好者，還身為一名新人塔羅牌占卜師「露娜露娜☽賽琳娜」，占卜的結果看似不準確卻也“料事如神”。除了一小部分婦女會成員知情此事以外，包括逛慶典時撞見她的約兒與安妮亞，承認自己迷上占卜是為了緩解精神壓力且作為心靈慰藉，因此結束時受約兒建議而到醫院專門找洛伊德看診，表露出自己丈夫“判若兩人”的疑慮與焦慮感。
吉福斯（聲：岡井克升（日本）；賴緯〈台語〉（台灣））
戴斯蒙德家的男管家，主要照看德米特律斯和達米安兄弟倆的生活起居。
諾拉
戴斯蒙德家的女管家，主要擔任梅琳達的貼身女侍，十分關心梅琳達的身心狀況，跟隨她去醫院找洛伊德看診時，被費歐娜套問出不少情報。
瑪莉珍
戴斯蒙德家的女管家，主要擔任達米安的貼身女保鏢。
馬克斯（聲：高銘孝〈台語〉（台灣））
戴斯蒙德家的寵物，與達米安相當親近的一隻牧羊犬，不止一次撞倒達米安而害他跌入池塘裡，在達米安住校時由管家吉福斯照顧。

## 布萊克貝爾家
東國最有權勢的軍工業家族，旗下企業為「布萊克貝爾重工」，也是貝琪·布萊克貝爾所屬的家族，包含其管家等相關人物。
拜倫·布萊克貝爾（聲：左座翔丸（日本）；鍾少庭〈台語〉（台灣））
布萊克貝爾重工CEO，貝琪的父親，作為一家之主，時常忙於工作，但仍相當疼愛女兒，經常會送女兒一些豪華禮物（例如別墅、粉紅色的戰鬥機、鑲有鑽石的洋娃娃、坦克、華麗服飾等）。雖經營東國最大的軍工業，但與戴斯蒙德集團無關係。
相較於早熟的女兒，他更為孩子氣，以至於有時粘著女兒不放，得知女兒遭遇任何麻煩會第一時間響應，即使有時容易反應激烈。
瑪莎·馬瑞歐（聲：津田匠子（日本）；楊慧玉（台灣））
布萊克貝爾家的女管家，負責照顧貝琪的生活起居，對貝琪而言如同母親一樣的存在。彬彬有禮、深藏不露，是一名身經百戰的退伍軍人，而學生時期同樣是伊甸學園畢業，與韓德森是老校友兼舊情人。
學生時代因為精於芭蕾舞而獲得獎學金進入伊甸學園中學部2年級，在賽希爾宿舍新年度派對登台表演時認識17歲的韓德森並受其稱讚，開始接受韓德森的邀約一起喝茶、慢慢互生情愫，但二人最後都沒有正視彼此的感情。19歲時成為〈皇帝的學徒〉，一度與大學提前畢業返回母校任職歷史教師的韓德森重逢，但很快因為第一次東西戰爭爆發而被迫放棄加入著名芭蕾舞團的夢想，反而是選擇報名加入國防婦女軍保家衛國，從此與亨利各奔前程。
服役期間隨著戰況惡化而被東軍強征上前線作戰，歷盡萬難使她逐漸憔悴不堪，乃至僥倖成為隊伍的唯一生還者。重傷落河而被沖至東西邊境的海邊村莊，受西國老婦人安娜貝爾收留至家中休養一段時間才康復。費勁千辛萬苦走回邊境，並於戰爭結束後返回家鄉，卻得知心儀的亨利已另娶她人。即使心如刀割，卻還是在亨利夫婦的包容及接納下，得以再次登台表演芭蕾，獲得觀眾鼓舞以外也重新找到人生目標，幾年後更是自願參與第二次東西戰爭而重返戰場。
在戰場上曾被出產自布萊克貝爾重工的野戰炮挽救一命，退伍後受僱於布萊克貝爾家，除了照料貝琪以外、同時為身為家主的拜倫給予不少幫助與建議。於校車劫持事件時一度代替無法冷靜的拜倫，指揮下屬提供應急食物給學生，並在關鍵時刻以隨身的電擊槍制伏劫匪，平安救出被劫持的安妮亞。在一年級的結業派對上協助人手不足的校方，並與韓德森共舞來撫平年輕時的遺憾。一直對於願意包容她的亨利之妻露西亞抱持敬重之意，每年會固定為15年前病故的露西亞上墳獻花。
維瑟爾
布萊克貝爾家的寵物，作為貝琪所收到的父親禮物之一的約克夏㹴，也是貝琪目前為止最喜歡的禮物。

## 西國情報局對東課
通稱〈WISE〉，由〈黃昏〉等眾多間諜所效力的西國情報機構，其他包含〈黃昏〉的同僚、上級、等等相關人物。
WISE局長（聲：大塚明夫（日本）；賴緯〈台語〉（台灣））
WISE的局長，下令〈黃昏〉執行行動代號〈梟〉的最高長官，平時不會露面，一直身在西國情報局總部中指揮行動，身邊有一位褐髮女秘書（聲：日野未步）輔佐。
〈鋼鐵淑女〉席爾薇雅·薛伍德（聲：甲斐田裕子（日本）；錢欣郁〈國語〉／楊慧玉〈台語〉（台灣））
WISE的管理官，是被WISE裡的人尊稱為〈鋼鐵淑女〉的強悍女性。〈黃昏〉的直屬上司，曾經也親手將〈黃昏〉訓練成一流間諜，如今負責下令給〈黃昏〉讓其執行。
年齡未知，單身，留著一頭橘紅長髮，穿着一套長袖黑色連身前短後長H型洋裝、並配戴黑色大圓帽及WISE圖案的耳環，在坎貝爾頓網球賽任務過後後增加比賽贏來的戒指等配飾。而她童年時代的照片中顯示她曾留著短髮、臉上有麻子。雖然工作上都能處理的非常好，而且行事果斷、雷厲風行，但生活能力上卻顯得邋遢，總是把房間搞得一團糟，主要是認為自己獨居而沒必要整理。曾經有過一個丈夫以及一個跟安妮亞差不多歲數的女兒，推測皆已喪生於戰爭。
表面上是以西國駐東國大使館書記官的身分示人，同時也擅長變裝與〈黃昏〉接觸。因為是保安局的重點關注人物，所以每次和〈黃昏〉會面都是搏命。經過布朗茲外長刺殺事件後，收養作為狗體炸彈之一的牧羊犬，起名為「亞倫」。
〈夜帷〉費歐娜·佛洛斯特（聲：佐倉綾音（日本）；傅暐霖〈台語〉（台灣））
WISE的女間諜，代號〈夜帷〉，表面身份是伯林特綜合醫院的精神科護理師。〈黃昏〉的同僚，與〈黃昏〉對話時總是面不改色，但其實非常喜歡〈黃昏〉，夢想是成為〈黃昏〉的妻子。髮型採用和約兒有鮮明對比的銀白色短髮。無論是外表與說話態度都相當冷酷，幾乎令WISE所有人畏懼忌憚，但只是因為謹記〈黃昏〉所教導的「間諜不能感情外露」所致，其實内心有很多小劇場，外冷內熱。
行動〈梟〉開始時剛好有其他任務，所以沒能成為佛傑家的一員，為此非常忌妒約兒，一味地想證明自己比約兒更有能力、更適合待在〈黃昏〉身邊。隨後與〈黃昏〉以扮演夫妻檔的形式，共同在地下網球賽「坎貝爾頓」的奪畫任務中勝出且完成任務，為了證明實力而提出與約兒比賽網球，然而短暫的交鋒卻慘敗於約兒的強大怪力之下，隨後便獨自展開強健體能的修煉。
在追擊東國間諜溫斯頓·惠勒時再次與〈黃昏〉出任務，在同伴假扮成惠勒的接頭人加斯科因進行誘導時，馬上看出變裝混入人群中的惠勒並主動攔截。但追趕逃入下水道的惠勒時，撞見惠勒即將撕下負傷落敗的〈黃昏〉的易容臉龐，霎那間無法抑制住憤怒的情緒，不惜以全身受傷的代價而將惠勒打個半死不活，同時讓WISE成功抓獲惠勒而挽回局勢。
WISE前輩特務（聲：後藤弘樹（日本）；宋昱璁〈台語〉（台灣））
WISE的資深男間諜，一名留龐巴度髮型與小型八字鬍的中年男性，身為〈黃昏〉和〈夜帷〉的前輩。曾與〈黃昏〉一同阻止排外主義學生團體暗殺布朗茲大臣的任務。在校車劫持事件時，也和〈黃昏〉一起偽裝為保安局人員混入現場，但因事件和平落幕而撤退。在搜捕保安局間諜惠勒的任務中，負責在指定酒店前盯梢以外，還扮成惠勒的接頭人加斯科因進行干擾，也因此成功疏散同僚並逮捕惠勒。
WISE新手特務（聲：白石兼斗）
WISE的新進男間諜，剛入兩年、經驗不足的菜鳥，雖然充滿正義感，但凡事總是喜歡想當然，導致他不止一次被管理人薛伍德數落。
〈烤肉攤〉
WISE的線民，在伯林特西大道上經營一間名叫「日落烤肉攤」的路邊攤，負責幫WISE走漏風聲、提供情報，必要時會以外送形式掩護WISE的行動。

## 國家保安局
由約兒的弟弟尤利以及其他“秘密警察”所任職的東國防諜機關，其他包含尤利的同僚、上級、以及其他相關人物。
尤利·布萊爾（聲：小野賢章、熊谷海麗（童年時期）（日本）；鍾少庭〈國語〉／鍾少庭、林慕青（童年時期）〈台語〉（台灣）；譚禹（香港）；钟巍（中國大陸））
國家保安局少尉，表面身份是東國外交部的外交官。約兒的弟弟，20歲，年齡比她小七歲。〈黃昏〉名義上的小舅子（妻舅），安妮亞名義上的舅舅。
14歲時以優異成績跳級進入大學，畢業後順利獲得外交部取錄成為外交官。年紀輕輕的他表面上是讓約兒為之驕傲的有為青年，但為了不讓姐姐擔心而對她保密真實職業。作為外交官活動的時間只到一年前，之後被調任到保安局成為秘密警察，目標是追捕在東國活動的間諜〈黃昏〉。被上司形容像是一隻「忠犬」一樣，外表和善討人喜歡，能讓人放鬆戒心，但動手起來毫不手軟。之所以投入保安局的工作，是因為認為這工作能保護國家、進而保護姐姐，即使大部分時間都會把自己弄得一身傷。剛開始得知姐姐結婚後大受打擊，去探訪佛傑家時因為使用東國諜報慣用的偽裝說詞，被洛伊德識破他其實是秘密警察的事，但本人並沒有識破洛伊德就是〈黃昏〉。
身為一個超級姐控，對此已經自我陶醉到癡狂的程度。不只會無條件相信約兒的任何話，甚至能面不改色的吃下她的料理，即便如此也是邊吃邊吐。除了工作以外沒有任何興趣愛好，所思所想幾乎都是姐姐，還研發一系列命名自姐姐的自創招式。對自己名義上的姐夫洛伊德十分排斥，僅是在姐姐的要求下才勉強接受他，稱呼自己名義上的外甥女安妮亞為「吉娃娃丫頭」。
在布朗兹外长保護任務中曾首次與扮裝的〈黃昏〉擦肩而過，當時他並沒有認出對方的身份。後來在負責保護諜報員溫斯頓·惠勒的任務中，初次與變裝成尤利外表而逃跑中的〈黃昏〉正面對峙，在未敵過其身手與體力之下落敗。不理解〈黃昏〉為何選擇放過自己，開始懷疑〈黃昏〉是躲在自己身邊的一名“熟人”，回去約兒家後察覺到姐夫洛伊德的肩膀同樣受傷，但在〈黃昏〉用偽裝隱藏傷勢的情況下才暫時沒有起疑。
SSS中尉（聲：加瀨康之（日本）；賴緯〈台語〉（台灣））
國家保安局中尉，尤利的上司。神情嚴肅，左臉有兩道傷疤。在保安局內與尤里關係密切，但每次尤利因為姐姐的各種緣故而打算單獨行動時都會加以阻止。
威爾克局長（聲：齊藤次郎（日本）；王品超〈台語〉（台灣））
國家保安局局長，戴著一副墨鏡，臉上長著連鬢鬍，大部分時間掛著笑容。覺得尤里很可愛又非常可靠，因此將他招入保安局。私底下與〈花園〉有聯繫，與〈店長〉也是老交情，常以首相的名義為他介紹新的委託。
SSS上尉
國家保安局上尉，戴著一副眼鏡。典型的強硬派，負責指揮〈赤紅馬戲團〉的人質劫持案，過程中不惜犧牲人質都要殲滅敵人。
克蘿伊
國家保安局人員，跟在尤利身邊的女性下屬，特征是妹妹頭並佩戴手銬樣式的耳環。是尤利大學時期的學姐，一直對尤利富有好感，並且是除了約兒以外少數能反駁、勸服尤利的人。
溫斯頓·惠勒
國家保安局4課的諜報員，受令潛伏進「西國情報局聯絡課」走漏西國的機密情報，身手靈敏、足智多謀、警覺性強，各種間諜手段幾乎跟〈黃昏〉旗鼓相當，同時堅信間諜不應摻雜私情。臥底期間曾與〈黃昏〉一起出過任務，但並不知情其間諜身份。長期以來的活動使WISE一方承受巨大損失與人員傷亡，在身份暴露之前便已銷聲匿跡、秘密逃回東國，意圖將WISE的特務名單及行動〈梟〉等等重要情報交予保安局。
逃亡到東國西北部的謝爾伯里小鎮，等待與接頭人加斯科因碰頭時，受到WISE誤導而受包圍之下，被迫放棄手上的機密文件並逃入下水道。偶然撞見並打敗易容成尤利進行逃亡的〈黃昏〉，剛想撕下〈黃昏〉的易容面具一睹真容，卻不慎激怒隨後趕到的〈夜帷〉，過度自信加上輕敵導致他被“憤怒到極點”的〈夜帷〉重創身體而落敗，最後被WISE秘密遣送回西國總部接受偵訊與制裁。
加斯科因
國家保安局上尉，身為溫斯頓·惠勒的接頭人，鼻子到右眼下方有一道疤痕。負責帶隊在西北部小鎮「謝爾伯里」迎接從西國逃回來的惠勒，卻因為WISE的干預行動導致錯失機會，最後還因惠勒被捕導致空手而歸。
傑佛瑞
國家保安局人員，但實際身為西國情報局安插在保安局內的臥底，負責將機密文件與相關情報走漏給WISE，包括溫斯頓·惠勒的接頭暗號。但未知局裡正在清查內奸，不慎中計而為WISE一方傳達錯誤的暗號，從而暴露臥底身份而遭到排除。

## 伯林特市政府
約兒所任職的東國地方政府單位，其他包含約兒在市政府內的同事、上級、以及其他相關人物。
卡蜜拉（聲：庄司宇芽香（日本）；楊慧玉〈台語〉（台灣））
東國市政府職員，約兒的後輩同事，和多明尼克為戀人。初期常常與其他同事一起暗諷約兒，但約兒自從“結婚”後會開始與同事們相談一些家庭問題，關係漸漸正向化，甚至在約兒需要時指導她料理。
米莉·邁爾斯（聲：石見舞菜香（日本）；林慕青〈台語〉（台灣））
東國市政府職員，約兒的後輩同事，待人活潑調皮，喜歡在工作時聊八卦，羨慕著上流生活，與其他同事關係要好，多次抱怨班茲課長。
父親在她兒時死於東西戰爭，為她造成不小的陰影，同時也讓她恨著作為“戰爭發起者”的戴斯蒙德家族。直到與梅琳達本人在退伍軍人慈善集市上碰面，受她的寬容之心所感化而為自己的錯怪行徑道歉。
雪倫（聲：熊谷海麗（日本）；曾莉婷〈台語〉（台灣））
東國市政府職員，約兒的後輩同事。已婚，育有一個6歲小孩，且同樣就讀伊甸學院。
多明尼克（聲：梶川翔平（日本）；賴緯〈台語〉（台灣））
東國市政府職員，和卡蜜拉為戀人關係，也與布萊爾姊弟熟識。
吉姆·海沃德（聲：高橋伸也（日本）；宋昱璁〈台語〉（台灣））
東國市政府職員，隸屬財務部門，已婚，身為WISE在市政府內的線人。長期將市政府的機密文件外流，從中獲利以外還沉溺於花天酒地裡，因此被保安局以間諜罪逮捕，拒不認罪之下經過尤利的一番“審問”後才招供。
班茲（聲：小畑昌文（日本）；鍾少庭〈台語〉（台灣））
東國市政府課長，身為約兒一行同事的上司，待人態度死板，沒事總是喜歡到處使喚手下人。
艾曼、比德斯（聲：虎島貴明（艾曼）、左座翔丸（比德斯））
東國市政府的兩名職員，都隸屬產業振興部門，跟著約兒與麥克馬洪部長共同登上「羅蕾萊公主號」郵輪參與行程，但對他們的殺手身份與護衛任務一無所知。

## 花園
約兒所效力的東國精英暗殺組織，其他包含約兒在組織內的上司、幹部、以及其他相關人物。
〈店長〉（聲：諏訪部順一（日本）；王品超〈台語〉（台灣））
〈花園〉的首領，約兒的上司。平時以園丁的打扮打理庭園，實際上是一名技巧十分高超的殺手，作風老派、秉持道義，認為花園的使命是「通過適當修剪來讓世界永遠保持美麗」。
過去深受葛雷切家族前首領的恩惠，因此委託約兒作護衛，負責護送葛雷切家族的倖存者歐爾嘉與格拉姆母子二人逃離東國。起初對約兒跟洛伊德結婚表示認可，但數次任務後開始在意洛伊德對約兒的影響。另外與保安局的威爾克局長保持交情，時不時從他手中接下各種暗殺委託以及有必要處理的案子，但也明確向他表明〈花園〉不會參與任何跟政治有關的權力鬥爭。
馬修·麥克馬洪（聲：堀內賢雄）
〈花園〉的幹部，表面身份是伯林特市政府第一政策部的部長，作為約兒的直屬上司，已婚。表面上是一名中年眼鏡大叔，卻有著超乎常人的身手、敏銳的警戒心、以及殺伐果斷的決策能力。在郵輪越境行動中負責與約兒護送葛雷切家族倖存者歐爾嘉、其子格拉姆、以及家族成員瑞伯三人逃離東國。養育一隻經過訓練、負責偵察的隼「吱吱」。
- 作者起初沒有打算讓他作為主要角色登場，角色設計上只是一個面相普通的大叔，後續發展卻大出風頭，令作者後悔當初沒有更加用心設計。

〈小連翹〉
〈花園〉的殺手之一，約兒的同僚。身材高大、樣貌獨特的披肩長發男子。冷酷無情，手持劍杖，善用飛刀作為暗殺手段，把持著「排除一切障礙」的鐵則，即使是自己人也絕不留情。
性格孤僻，總是拒人千里，堅信殺手不應與社會有所牽扯，將孤傲視為自己強大的根源。曾崇拜過約兒，如今與她針鋒相對，主要是認為結婚後的她拋棄殺手理念、逐漸變得散漫與輕浮，基於產生誤解加上深感背叛，因此在殲滅盜獵組織的任務中擅自對她出手。打鬥期間威脅會屠光她的家人，卻被捍衛家人的約兒全力擊敗。這場失敗使他認可約兒的強大，但孤傲的想法仍沒有改變。
後來因為私下給約兒送藥作為賠禮的景象被卡蜜拉、米莉與雪倫看見，為了讓約兒洗清外遇嫌疑，在馬修的臨時要求下化名「瓊斯」來到市政府任職，成為約兒一行人的新同事。
〈金皮〉
〈花園〉的殺手之一，約兒的同僚。個頭矮小、頭髮亂蓬蓬的兜帽服少女，能力不詳，作為毒物專家，還具有來無影去無蹤的身手。同時渴望能談戀愛，但因為體質特殊而交不到戀人，因此羨慕著約兒。

## 葛雷切黑幫家族
東國黑社會一大勢力的黑幫世家，內部分為由已故前首領所帶領的「舊組織」，以及由篡奪者哈普恩所帶領的「新組織」與其相關人物 。
歐爾嘉·葛雷切（聲：遠藤綾）
葛雷切家族「舊組織」的倖存者，自從家族首領與兩個兒子集體遇害後，全家只剩下她與名從父親的三歲兒子「格拉姆·葛雷切」（聲：大井麻利衣）倖存。
一段時間下來躲入安全屋中避風頭，失去甚多的她一心只想與孩子與世無爭。在店長的委託下由約兒擔任護衛，改頭換面並化名「夏緹·格雷」登上豪華郵輪「羅蕾萊公主號」，以出遊的名義趁機在中途用其他船來接應逃往第三國。過程中受到大量職業殺手的追殺，但在約兒的保護下，她與兒子和忠誠者瑞伯平安越境逃離至第三國，分別前感謝約兒的恩情並祝福她同樣能有一個安穩生活。
瑞伯（聲：寺島惇太）
葛雷切家族「舊組織」的旗下成員，但對歐爾嘉與已故的前任首領忠心耿耿，源於兒時家鄉受戰爭肆虐，曾被葛雷切家族收留而免於餓死，也對好心施捨自己一塊麵包的歐爾嘉富有好感。
拒絕為哈普恩的「新組織」勢力賣命，自願冒生命危險跟從歐爾嘉母子，同時必須跟故鄉的父母訣別。假扮成歐爾嘉丈夫「法西爾·格雷」一同登上豪華郵輪，雖然總是一副膽戰心驚的樣子，但在危機時刻仍會挺身而出，捨身保護歐爾嘉和她的兒子。在約兒的保護下，他跟著母子二人成功越境逃離至第三國。
李奧納多·哈普恩
葛雷切家族的簒奪者兼「新組織」首領，心狠手辣、殘酷不忠，長期靠軍需產業致富，意圖重新挑起東西兩國的戰爭並巴結主戰方。為此不惜引發家族內部鬥爭，害死前任首領後將家族權力連根拔起。統領新組織的同時打算剷除會對自己不利的萌芽，因此花重金僱傭東國的眾多職業殺手，試圖刺殺唯一倖存的歐爾嘉與她的三歲兒子，但因為〈花園〉的介入而沒能得逞。
竊聽者（聲：興津和幸）
哈普恩所僱用的眾多殺手之中的情報商，特征是凌亂的黑色頭髮以及山羊鬍，擁有異於常人的聽力，因此善於搜集各式各樣的情報。負責利用安裝在「羅蕾萊公主號」郵輪各處的竊聽器搜集情報、尋找目標、並向殺手首領匯報。
一向見機行事的他得知其他殺手全軍覆沒後，便在船各處安裝炸彈、藉以將目標與〈花園〉伴隨整艘船一同葬身海底；同時刻意將炸彈偽裝成西國激進派所為，進而挑起東西衝突以讓哈普恩滿意。剛準備獨自搭乘橡皮艇逃跑時，與倖存的殺手首領互爭逃跑機會。然而隨著炸彈都被〈黃昏〉拆除，並將最後一顆沒時間拆的炸彈丟向大海，且剛好在他們兩人所處的橡皮艇上方爆炸，使他最終自食其果、與殺手首領一同落入海中餵鯊魚。
殺手首領（聲：鳥海浩輔）
哈普恩所僱用的眾多殺手之中的總頭目，特征是戴眼鏡、寸頭以及高領毛衣，負責在「羅蕾萊公主號」郵輪上指揮其他殺手以殺死歐爾嘉母子。擁有靈敏的嗅覺，即使隔著距離都能根據氣味聞出目標所在。本人擅長射擊，但不擅長近身戰，深知〈花園〉的棘手程度，因此號召所有殺手通力合作、確保任務完成。雖身為殺手卻十分講信譽，因為得知郵輪上有僱主的客戶，杜絕所有人引起騷動。
事先在歐爾嘉呆過的房間中辨別出其香水品種，再靠嗅覺找到目標所在後，號召所有殺手聯合進攻。然而過程中目睹其他殺手一個接一個被約兒擊殺，本有機會能拿下戰局卻被部長開槍打傷而敗逃。剛要重振旗鼓卻發現船上被情報商裝了炸彈，為了保命而一同跳上唯一的橡皮艇，與他互爭逃跑機會。直到最後同樣被〈黃昏〉拆除且丟向大海的炸彈波及，與情報商一併落入海中被鯊魚吃掉。
哈普恩所僱用的其他已知殺手包含「鎖鐮殺手巴納比」（聲：小畑昌文）、「鋼絲殺手愛絲梅拉達」（聲：熊谷海麗）、「環刃殺手」、以及實力最強的「武士刀殺手」（聲：小松史法）。另外包括在船頂持步槍射擊的「狙擊手」（聲：丹羽正人）、與約兒正面交鋒的「毒霧殺手」（聲：藤原聖侑）、「電擊棒殺手」（聲：佐久間元輝）、「鉤爪殺手」（聲：高橋伸也）等等不知名角色。

## 赤紅馬戲團
東國激進派武裝恐怖組織，內部包含學生運動時期的初始成員，以及恐怖組織時期的現任成員與少數殘黨。
比利·史奎爾
〈赤紅馬戲團〉的殘黨兼現任領袖，身為東國退伍軍人，原本跟組織毫無瓜葛，直到失去女兒後被保安局盯上、受組織協助藏匿在國外。遷怒於東國特權階級而經過多年返回伯林特，帶領其他殘黨持械劫持伊甸學院一年級生戶外郊遊所搭乘的兩輛校車。手中的人質包括達米安、安妮亞、貝琪等各路權貴二代，以她們的性命而對政府進行各種交涉。
但行動安排因為安妮亞的讀心而洩漏，接連受阻以外還與警察和保安局發展為僵持局面，只能儘量用炸彈劫持手段爭取時間。因為女兒比蒂的緣故，對待小孩富有一絲的同理心，加上帶領這次行動目的僅僅是想報復東國政府、且為女兒討回公道，因此被安妮亞讀出內心的矛盾。最後受安妮亞臨危不懼的勇氣折服，且從安妮亞身上看到已故女兒的影子，幡然悔悟之下帶頭投降而被警方收押。
布莉姬·「比蒂」·史奎爾
〈赤紅馬戲團〉的初始成員，比利的已故女兒，正義感與責任感兼備的大學生。富有同理心的她習慣為弱勢群體發聲，因此不顧父親反對加入本是學生運動的〈赤紅馬戲團〉。然而最後不幸死於政府的暴力鎮壓，遍體鱗傷的遺體被送回給父親比利。
巴吉姆
〈赤紅馬戲團〉的殘黨兼現任成員，也是校車劫持計劃的一份子，負責假扮安妮亞一行學生的校車司機並開往指定地點。但行動安排因為安妮亞的讀心而洩漏，未預料到警方放置釘條導致校車爆胎、發展為僵持局面。眼看身邊的比利總是猶豫不決，他甚至做好警方和保安局一旦強行突入便引爆炸彈同歸於盡的打算。由於比利最終良心發現且帶著炸彈走出去投降，一氣之下開校車試圖衝路障卻失敗，走投無路之下抓安妮亞當人質，最後被瑪莎用電擊槍擊中制伏而遭到收押。
其他組織成員包括一名曾在約兒的暗殺中逃過一劫的男性殘黨（聲：岸尾大輔），在餐廳偶然撞見約兒、試圖為同伴報仇卻因安妮亞阻撓，最終為了女友而選擇洗白。另外包括校車劫持計劃的其他成員，當中有與比利隨行的一名長髮女性成員，最後隨著比利投降而一起被捕。另外包括負責劫持另外一輛校車且看管學生人質的領隊「布魯斯」，其因為藏身倉庫被尤利發現，跟著其他殘黨共同被保安局殲滅。

## 雪山民宿
佛傑一家滑雪過程中因遭遇暴風雪而臨時留宿一晚、且發生「紅色雪男謀殺案」的“雪山民宿”中的相關人物。所有角色名都是對應各自的背景之雙關語進行命名，而在東立版以及官方英文版中為了配合該設定而更換角色姓名。
（官方）／（東立）
大學三年級學生，21歲，短髮。身為「滑雪社團」一員而每年固定在民宿留宿一晚，由於每年留宿期間會大聲喧嘩、弄髒環境，因此遭到民宿老闆的謀殺企圖，但所幸傷口較淺、加上受洛伊德搶救而保住一命。
- 角色姓氏在日文中意為「懶人」一詞，而作為英文名的則有極大值的意思，加上組成「最懶的人」。

（官方）／（東立）
大學二年級學生，20歲，雙馬尾。同樣身為「滑雪社團」一員，也一同遭到民宿老闆的謀殺企圖。本即將成為第二被害者，但在洛伊德及時制止謀殺發生而得以倖免。
- 角色姓氏在日文讀音中接近形容「爭風吃醋、反應過度的人」一詞，而相同意思的英文名能讀作為。

（官方）／（東立）
大學三年級學生，21歲，戴眼鏡。同樣身為「滑雪社團」一員，並一同遭到民宿老闆的謀殺企圖。
- 角色全名在日文中意為「學分還不夠」一詞，而相同意思的英文名能讀作為。

（官方）／（東立）
大學四年級學生，22歲，黑髮。在「滑雪社團」中作為年齡最大的學姐，並一同遭到民宿老闆的謀殺企圖。
- 角色全名在日文中意為「找不到工作」一詞，而相同意思的英文名能讀作為。

（官方）／（東立）
雪山民宿老闆，58歲，同時也是這次謀殺案的兇手。和藹可親的外表下，其實隱藏著道貌岸然的可怕真面目。逐漸不滿滑雪社團年年留宿且弄髒他的民宿，企圖利用當地「紅色雪男」的可怕傳說來掩蓋犯行。
首先殺害一名大學生未遂，準備找時機對其他大學生下手，但被安妮亞用讀心能力搶先發現其犯人身份，即將對第二人下手時被洛伊德抓到現行，最後在清晨時被趕來的警察逮捕。
- 角色全名在日文讀音中接近「膳宿旅馆」一詞，而英文名能讀作為「民宿的老闆（Lodge Hostman）」。

（官方）／（東立）
雪山民宿老闆的妻子，55歲，同樣待人親切，會用民宿招牌蛋糕招待旅客，但與丈夫的犯行毫無瓜葛。
- 角色名在日文讀音中接近「妻子」一詞，而英文名能讀作為「老闆的妻子（Spouse of Hostman）」。

（官方）／（東立）
雪山民宿打工人員，24歲。在謀殺案發生後，一度懷疑過案發時不在場的約兒是兇手。
- 角色全名在日文讀音中接近「打工」、或「零班」一詞，而姓氏在英文中音似「打工人員（Part-timer）」。

（官方）／（東立）
雪山民宿住戶，44歲。是一名愛酗酒的低級雜誌撰稿人，曾經聽過當地的「紅色雪人」傳說。
- 角色全名在日文讀音中源自日本外星人雜誌「UFO・UMA」，而姓氏在英文中音似「抄寫員（Scribe）」。

（官方）／（東立）
雪山民宿住戶，31歲。是一名滑雪客，在案發時回房間洗澡，因此成為嫌疑人之一。
- 角色全名在日文讀音中接近短語「我最愛滑雪」，在英文中音似「此人最愛滑雪（Guy Loves to Stand on Skis）」。

## 其他角色

### 東國
弗朗基·富蘭克林（聲：吉野裕行（日本）；孟慶府〈國語〉／賴緯〈台語〉（台灣）；刘垚（中國大陸））
東國情報商，〈黃昏〉的協助者。表面上是個香菸商店老闆，實際上為地下世界的專家，負責收集情報與偽造證件來提供給〈黃昏〉使用。和佛傑一家的關係都很要好，偶爾會幫忙照顧安妮亞，有時也會在佛傑家全家出遊時負責看家。對〈黃昏〉經常找他幹無關本業的事有所不滿，最終都以收取厚酬解決。即使知道〈黃昏〉的家庭是虛構的，心中仍是頗為羨慕嚮往。
本身是東國人，第二次東西戰爭時曾被東國徵召為士兵，由於怕死及討厭戰爭而成為逃兵，逃亡過程中初識當時還是西國士兵的〈黃昏〉。戰後因為看不慣政府的作法而協助西國，長期活動於地下世界來建立龐大人脈。喜歡發明各種道具，偶爾會參加慈善活動。單身，常常請〈黃昏〉幫忙追女人，但最後都以失敗告終，基於每次暗戀的女人都不喜歡他或者是已有戀人。在〈黃昏〉的介紹下，與〈夜帷〉進行過幾次任務合作。
- 在佛傑家的初期設定中，弗朗基原本也是家庭成員之一，作為安妮亞的叔叔。

艾德嘉（聲：斧篤志（日本）；高銘孝〈台語〉（台灣））
東國高官，反西國強硬派分子，意圖揭開偏袒西國的時任外務部長“戴假髮”的證據，以此逼他下台卻遭到〈黃昏〉阻擾。他有一個女兒名叫「卡蓮」（聲：大井麻利衣（日本）；林慕青〈台語〉（台灣）），曾被〈黃昏〉使用假身份――政治秘書「羅伯特」利用來調查艾德嘉的情報。後來攔截到安妮亞擺弄〈黃昏〉儀器時無意間傳出的信號，找上門試圖挽回局面，但最後不但全軍覆沒，還因為女兒受要挾而不得不罷手。
奇斯·克卜勒（聲：高橋廣樹（日本）；宋昱璁〈台語〉（台灣））
東國伯林頓大學的男學生，唯恐天下不亂的激進青年，也是排外主義學生團體的首領。計劃用一批源自計劃的狗、訓練成「狗體炸彈」來暗殺西國外務大臣，意圖激化東西兩國的矛盾而重演戰爭。但計劃因為成員「克里斯」（聲：虎島貴明（日本）；賴緯〈台語〉（台灣））被WISE逮捕而洩漏，導致整個團體被WISE一網打盡。之後計劃還因為受到佛傑家及WISE的輪番干預而遭到挫敗，最終開車逃跑時遭約兒橫踹一腳導致車禍而遭到收押。
〈東雲〉（聲：中村悠一（日本）；宋昱璁〈台語〉（台灣））
東國自由職業間諜，聽聞〈黃昏〉的事跡而自封代號〈東雲〉。自稱是堪比〈黃昏〉的「菁英間諜」，實際上是一名班門弄斧的半吊子，行動甚至是以渾水摸魚的形式蒙混過關。受喬治·古魯曼匿名委託溜進伊甸學院保險庫，將戴斯蒙德兄弟的期中考試卷篡改為不及格。行動時剛好與同樣靠變裝進校的〈黃昏〉交涉，原本受他篡改的戴斯蒙德兄弟試卷最後全部被〈黃昏〉改回原本的答案，導致他任務失敗而被開除。
凱比·坎貝爾（聲：上田燿司（日本）；鍾少庭〈台語〉（台灣））
東國能源大亨，56歲，同時是一名遠近馳名的古董美術品收藏家。所收藏的其中一幅價值百萬的名畫《向陽處的貴婦》作為WISE的奪取目標，源於畫作上留有作為前持有者的已故東西戰爭時期情報官——「艾力克·扎卡里斯上校」（聲：岡井克升（日本）；高銘孝〈台語〉（台灣））所遺留的的情報暗號；通稱「扎卡里斯文件」，其內容足以再次“點燃戰火”而受到WISE與保安局的留意，但本人對暗號並不知情。
除了公事以外，他也是地下網球俱樂部的愛好者，其主辦的地下網球賽「坎貝爾頓」成為聚集大量東國財經界大人物與地下世界居民進行體育賭博的場所，並默許任何形式的比賽造假手段。一直以來，他幾乎是靠自己的兒女凱羅與金兩兄妹的高超賽績來發財，直到〈黃昏〉和〈夜帷〉以參賽形式前來奪畫，造成凱羅和金最終不敵而全盤皆輸，但也欣慰兒子凱羅在這次失敗中得到成長。事後配合保安局而將該畫作奉上，但暗中被〈黃昏〉事先掉包而成功被WISE一方獲取。
凱羅·坎貝爾（聲：新祐樹（日本）；宋昱璁〈台語〉（台灣））
金·坎貝爾（聲：松田颯水（日本）；曾莉婷〈台語〉（台灣））
坎貝爾的一對兒女兼旗下選手，都是從小接受網球英才教育的高中生，均靠專業球技、機械式球拍、加上千奇百怪的作弊手段，將球場上的競爭對手一網打盡。目前已在坎貝爾頓中兩連冠稱霸，直到在決賽中對上〈黃昏〉和〈夜帷〉，即使機關算盡卻仍然不敵他們二人的默契配合與強大實力而雙雙敗北。兩兄妹心境也發生不同變化，凱羅經此一敗決定改過自新，答應不再用作弊方式且繼續努力練習網球，而金則是選擇不再打網球。
福蘭克林·珀金（聲：田所陽向）
東國異議人士，39歲，反東國的自由作家。前政權時期曾是報社記者，因煽動反體制激進派而留下前科。如今靠他所工作的郵局職務之便，靠地下出版社來秘密發表一系列挪揄東國政府的文章，因此成為保安局的監視對象；但一部分動機是為了得到錢養活他的年邁父親（聲：中博史）。後來由於送出去的文稿被長期跟監他的尤利截獲而證據確鑿，最後自願被保安局逮捕，但也被尤利承諾會幫忙申請他父親的經濟補助。
謝爾蓋·奧斯特斯基
東國經濟委員會幹部，一手掌控東國的進出口貿易，曾在東國陸軍後勤部服役，長相酷似一顆草莓。身為反西國強硬派，有意靠不正當手段限制運往西國的草莓出口量，導致西國草莓數量嚴重不足而惹怒布朗茲外長。迫使WISE派遣〈夜帷〉前去委託弗朗基，活用他在地下世界的人脈來偽造印鑒，進而製出假的出口許可證而解除限制，才避免釀成東西外交問題。
〈鋼筆〉
東國地下世界居民，是偽造文書的專家，與弗朗基交情頗深。但因為被保安局查出身份而被迫謹慎行事，只會在必要情況下拋頭露面。起初被〈夜帷〉透過弗朗基進行偽造印鑒的委託，但基於自保而打算拒絕，直到受多名疑似是〈夜帷〉有意叫來的保安局人員追捕，最後被〈夜帷〉拯救而心存感激，以最快速度完成她的所需印鑒。
強納斯·惠曼
東國歌劇演唱家，致力於改善東西兩國之間的冰冷關係而聞名，因此獲得〈破冰伯爵〉之稱號。但同時也使他遭受不少爭議與醜聞纏身，即使大部分都是反對東西和平的人士針對他所捏造的不實言論。即將前往西國演出且出席東西交流活動時，受到一名自詡“替天行道”的前軍人潘斯·卡默的暗殺威脅，所幸WISE及時暗中介入而制止暗殺、逮捕犯人，而他的大部分醜聞隨著反證報導的發佈而全部澄清。
傑瑞德·戈里
伯林特綜合醫院的診療部部長，洛伊德和費歐娜的上司。心胸狹隘、愛耍大牌，長期靠建立人脈而一路當上部長，急切想在醫院成為受吹捧的大人物，同時心儀費歐娜。嫉妒洛伊德搶走他的風頭，千方百計地找他的麻煩，甚至還向保安局告發“洛伊德是間諜”。但他的告發電話被弗朗基攔截，加上過於粗糙的造假手段，反而敗露他賊喊捉賊的卑劣行為。無助之下被洛伊德用真情演技所擁護才免於被捕，使他對洛伊德心存感激且不再找事。
波比·波克爾
東國反體制團體「弱雞社」的一員，特征是矮胖的身材與酷似鬥牛犬的臉型。曾因為多起迫害罪而留下前科，如今因為肩膀中槍而被克蘿伊誤會是〈黃昏〉而帶回保安局審問，最後在尤利的逼供之下供出團體情報。
西格蒙·歐森
佛傑一家的新鄰居，身為退休的前東國大學神經學教授，同時也親身經歷過戰爭年代。學識淵博、待人友好卻嚴重健忘，每當找到什麼東西、或是想起某件重要的事習慣會喊「尤卡」一詞。
剛搬來首日便找不到回家的路，並且還忘記自己是為買東西才出門。直到在公園巧遇住在同一棟公寓的約兒和安妮亞，帶領她們母女兜一大圈才得以返家。從此與佛傑一家結為好友，有豐富教學經驗的他會幫安妮亞輔導功課、預備考試。
芭芭拉·歐森
西格蒙的妻子，與丈夫一同成為佛傑一家的新鄰居，搬來首日曾受洛伊德的幫忙搬東西進公寓。
查普曼首相
前任「國家統一黨」總裁兼前東國首相，在任時期率先向西國宣戰，作為引發第二次東西戰爭的元兇。
露西亞
韓德森的已故妻子，與韓德森在第一次東西戰爭結束不久、因雙方父母安排的相親而成婚。家境十分富裕，其叔叔身為援助東國戰後重建工作的大人物。待人寬容、善良真誠，對於曾經與韓德森有過一段情的瑪莎沒有任何偏見，更是努力協助瑪莎完成登台表演芭蕾舞的夢想。婚後與韓德森生下一個女兒，已於15年前因病早逝。
〈馬票販〉
東國情報商，是與弗朗基交情頗深的同行兼好友，表面上是個賽馬場出納員，業餘時間也會在地下世界活動。後來在保安局搜捕地下情報商時受牽連而一同被抓，直到被弗朗基冒著生命危險救出去，對他懷有感激之下支持他的約會，在其約會失敗後陪他一起看電影澆愁。
莫琳·麥克馬洪
馬修的妻子，身為普通市民，對於丈夫是「花園」的殺手一事毫不知情。在他“出差”期間會幫忙照顧寵物「吱吱」。

### 西國
布朗茲大臣（聲：坂東尚樹（日本）；賴緯〈台語〉（台灣））
西國外交部長，對東國採取和平政策，訪問東國時遭到由排外大學生組成的恐怖團體之暗殺企圖。
角色原型應為西德前總理威利·勃蘭特。
〈上將〉、〈少校〉、〈下士〉
〈黃昏〉（原先稱作〈參謀〉）在西國的三名兒時玩伴，總喜歡在一起玩軍隊遊戲。三人都在西國先後發生的兩次空襲中倖免於難，但也從此與〈參謀〉切斷聯繫。為了替死於空襲的同袍討回公道，三人同樣參軍服役成為一等兵，並於多年後偶然跟〈參謀〉在軍營中重逢。原本約好要一起聚餐，但三人後來前去參與「羅貝茲攻略戰」時集體陣亡，源於操之過急的作戰安排導致全軍覆沒，最後只有他們的兵籍牌回到〈參謀〉手中。
安娜貝爾
距今40年前居住在西國邊境海灣的難民村莊的一名老婦人，身為軍隊護士的女兒在東西戰爭中不幸犧牲，從此與自己養的邊境牧羊犬「巴倫」獨居小木屋。營救並照料過在戰爭中負傷墜河的瑪莎，即使保持著一板一眼的態度，但並沒有埋怨或怨恨，細心照料瑪莎直到傷愈，分別時還給她一些物資與地圖返回東國。

### 戲中戲角色
出現在劇中影視作品《間諜大戰》、《伯林特戀曲》中的戲中戲角色。
彭德曼（聲：中野泰佑（日本）；賴緯〈台語〉（台灣））
東國動畫劇集《間諜大戰》的主人公，身為一名手段高超的第一間諜，在動畫情節中主要都是打擊犯罪、或是拯救公主，但有時也會跟其他眾多女性糾纏不清。
哈妮公主（聲：小牧未侑（日本）；林慕青〈台語〉（台灣））
東國動畫劇集《間諜大戰》的遇險少女，身為一名遭敵人擄走的某王國公主，經常被彭德曼拯救，因此也對他產生感情。
彭德曼的司令官（聲：佐久間元輝（日本）；高銘孝〈台語〉（台灣））
東國動畫劇集《間諜大戰》的主要人物之一，身為對彭德曼下達命令的直屬上司，在劇中會佩戴一副面具。
文森、索妮雅（聲：日野聰（文森）、上田麗奈（索妮雅））
東國愛情電視劇《伯林特戀曲》中的男女主角，劇中描述為男主角文森作為未婚男子，卻始終跟愛上自己的女主角索妮雅糾纏不清。

### 劇場版角色
出現在《劇場版 SPY×FAMILY CODE: White》中的角色。
斯奈德爾（聲：銀河萬丈（日本））
東軍軍事情報部「特殊偵察連」上校，是一名拄著拐杖、面相兇悍、冷酷無情的軍官。同樣對西國採取排外的強硬態度，意圖靠手頭搜集的情報重新挑起東西戰爭，藉以顛覆東西勢力平衡。
無論是待人態度還是領導方式都極為霸道、蠻橫，為達目的可以不擇手段。同時也是一名熱衷甜點的美食家，擁有靈敏的嗅覺和味覺，僅嘗一口便能精確推算出食料、種類、甚至用量，在這方面甚至超越洛伊德。原計劃搭乘飛艇前去投靠阿爾伯共和國，但用來挑起東西戰爭的微縮膠片被安妮亞無意間吞下，下令手下將她綁架後必須不擇手段將其取出。但這麼做反而引起洛伊德和約兒前來營救，導致計劃在佛傑一家的合力下被阻止，最後也敗於洛伊德之手，被手下抬出即將墜河的飛艇。
Type-F（聲：武內駿輔（日本））
東軍軍事情報部「特殊偵察連」的秘密武器，是一名全身上下裝載武器與彈藥補給的半機械人。沉默寡言、毫無感情，只有必要時才會派出來參戰，而不殺死目標決不罷休。
在斯奈德爾的命令下試圖殲滅飛艇內的入侵者，與身手強大的約兒在飛艇機艙內惡鬥。由於身上裝有充足的武器和彈藥，一時之間讓約兒難以靠近，然而也是因此遭到反噬，被約兒用含油脂成份的口紅塗在身上成為導火線而被當場燃盡。
多米托利（聲：中村倫也（日本））
東軍軍事情報部「特殊偵察連」中士，是一名體形瘦弱、膽小怕事、熱衷於占卜的長髮眼鏡男子。奉命與搭檔路卡偷運裝有西國重要情報的微型膠片，以此重新掀起東西戰爭。
因為乘坐火車上不慎將鑰匙落在廁所而被安妮亞找到、乃至使藏有微縮膠片的巧克力被安妮亞吞下，導致佛傑一家牽連進來。後來因為將安妮亞綁架至飛艇上，最後被入侵進來、冒充軍官的洛伊德狠狠修理一頓。
路卡（聲：賀來賢人（日本））
東軍軍事情報部「特殊偵察連」中士，身為多米托利的搭檔，是一名體形壯碩、有恃無恐的短髮眼鏡男子，許多方面與多米托利形成對比，必要時候會狠下心來做髒活。
與搭檔多米托利不慎弄丟微型膠片後努力將其尋回，綁架路邊的安妮亞時被彭德咬掉制服上的軍徽，得以讓洛伊德和約兒得知安妮亞下落，最後伴隨多米托利一起被冒充軍官的洛伊德打成重傷。

## 備註
參考
1. 1 2  影射英國作家伊恩·佛萊明筆下的間諜角色「007」詹姆士·龐德。
2. ↑  影射蘇聯紅軍在二戰時期使用過的反坦克犬。
3. ↑  致敬李奧納多·達文西的名畫《蒙娜麗莎》。
4. ↑  原型參照蓋伊·福克斯面具。

註釋
1. ↑  在日文中，「黃昏」的發音與「不知其人」的發音一致，都是。
2. ↑  代號是《格林童話》版睡美人。簡中版將代號譯為“荆棘公主”，東立出版社繁中版譯為“睡美人”。
3. ↑  在東國，女性若長期保持單身會被認為是形跡可疑，一旦被人告發的話會被秘密警察當作間諜逮捕。
4. 1 2 3 4  於片尾演職員表（第13話）列出，由博樂多媒體和禮讚錄音室製作台語版配音。
5. ↑  於片尾演職員表（第19話）列出，由博樂多媒體和禮讚錄音室製作台語版配音。
6. 1 2  於片尾演職員表（第10話）列出，由博樂多媒體和禮讚錄音室製作台語版配音。
7. 1 2  於片尾演職員表（第4話）列出，由博樂多媒體和禮讚錄音室製作台語版配音。
8. ↑  於片尾演職員表（第6話）列出，由博樂多媒體和禮讚錄音室製作台語版配音。
9. 1 2  於片尾演職員表（第18話）列出，由博樂多媒體和禮讚錄音室製作台語版配音。
10. 1 2  於片尾演職員表（第17話）列出，由博樂多媒體和禮讚錄音室製作台語版配音。
11. ↑  於片尾演職員表（第11話）列出，由博樂多媒體和禮讚錄音室製作台語版配音。
12. 1 2  於片尾演職員表（第24話）列出，由博樂多媒體和禮讚錄音室製作台語版配音。
13. 1 2 3 4  於片尾演職員表（第1話）列出，由博樂多媒體和禮讚錄音室製作台語版配音。
14. ↑  尤利充當安妮亞預備期中考試的家庭教師時，教導過她「知識就是力量」的名言，但被安妮亞誤解成「吉娃娃力量」（兩者日文發音相似）。
15. 1 2 3  於片尾演職員表（第8話）列出，由博樂多媒體和禮讚錄音室製作台語版配音。
16. ↑  會合暗號為「綠色領帶和寶石領帶夾」，其中並沒有指定寶石的顏色。局長為了揪出內奸而刻意針對局裡各聯絡管道的部分人員傳達不同的顏色，而由〈黃昏〉冒充的惠勒現身時佩戴黃色的寶石，即是局長為傑佛瑞一人指定的寶石顏色。
17. 1 2 3 4 5  於片尾演職員表（第2話）列出，由博樂多媒體和禮讚錄音室製作台語版配音。
18. ↑  於片尾演職員表（第9話）列出，由博樂多媒體和禮讚錄音室製作台語版配音。
19. ↑  在東國，政治講求公開透明戴假髮有損政府官員的形象。
20. 1 2 3  於片尾演職員表（第22話）列出，由博樂多媒體和禮讚錄音室製作台語版配音。
21. ↑  於片尾演職員表（第23話）列出，由博樂多媒體和禮讚錄音室製作台語版配音。
22. ↑  於片尾演職員表（第14話）列出，由博樂多媒體和禮讚錄音室製作台語版配音。
23. 1 2  於片尾演職員表（第5話）列出，由博樂多媒體和禮讚錄音室製作台語版配音。